# سنتز کینولین کامز
سنتز کینولین کامز(به انگلیسی: Combes quinoline synthesis) یک واکنش شیمیایی است که اولین بار توسط کامز در سال ۱۸۸۸ گزارش شد. این واکنش شامل تراکم آنیلین‌های استخلاف‌نشده (۱) با β-دیکتون‌ها (۲) برای تشکیل کینولین‌های استخلافی (۴) پس از بسته‌شدن حلقه به وسیله کاتالیزور اسیدی در یک شیف‌باز (۳) میانی است. بررسی و مطالعات بیشتر بر روی سنتز کینولین کامز و گونه‌های آن توسط آلیامکینا و همکاران، برگستورم و فرانکلین، بورن، و جانسون و متئوز منتشر شده‌است.
سنتز کینولین کامز اغلب برای تهیه اسکلت ساختاری کینولین استخلافی ۴٬۲ استفاده می‌شود و از این نظر منحصر به فرد است که از یک بستر β-دی‌کتون استفاده می‌کند که با سایر روش‌های فرآوری کینولین مانند سنتز کنراد–لیمپاخ و واکنش دوبنر متفاوت است.

## همچنین ببینید
- واکنش کنراد-لیمپاخ
- واکنش دوبنر
- واکنش دوبنر-میلر
- سنتز اسکراپ

## مطالعه بیشتر
- Alyamkina, E.A.; Yamashkin, S.A.; Artayeva, N.N.; Yurovskaya, M.A. (2010). "Using of 4-amino-2-phenylindoles in the synthesis of pyrroloquinolines by the Combes Reaction". Moscow University Chemistry Bulletin. 65 (5): 335–340. doi:10.3103/s0027131410050111.
- Bergstrom, F.W. and Franklin, E.C. Hexaacylic Compounds: Pyridine, Quinoline, and Isoquinoline In Heterocyclic Nitrogen Compounds. California: Department of Chemistry, Stanford
- Born, J.L. (1972). "The mechanism of formation of benzo[g]quinolines via the Combes reaction". J. Org. Chem. 37 (24): 3952–3953. doi:10.1021/jo00797a045.
- Johnson, W.S.; Mathews, F.J. (1944). "Cyclization studies in the benzoquinoline series". J. Am. Chem. Soc. 66 (2): 210–215. doi:10.1021/ja01230a016.
- Luo, Z.G; Zeng, C.C.; Wang, F.; HE; Wang, C.X. (2009). "Synthesis and biological activities of quinoline derivatives as HIV-1 integrase inhibitors". Chem. Res. Chinese Universities. 25: 841–845.
- Misani, F.; Bogert, M.T. (1945). "The search for superior drugs for tropical diseases. III. Further experiments in the quinoline group". J. Org. Chem. 10 (5): 458–463. doi:10.1021/jo01181a012. PMID 21004582.
- Roberts, E.; Turner, E.E. (1927). "The factors controlling the formation of some derivatives of quinoline, and a new aspect of the problem of substitution in the quinoline series". J. Chem. Soc.: 1832–1857. doi:10.1039/jr9270001832.
- Sloop, J.C. (2009). "Quinoline formation via a modified Combes reaction: examination of kinetics, substituent effects, and mechanistic pathways". J. Phys. Org. Chem. 22 (2): 110–117. doi:10.1002/poc.1433.